# Nokia 1202
Le Nokia 1202 est un téléphone de l'entreprise Nokia. Il est monobloc.

## Caractéristiques
- Système d'exploitation Symbian OS
- GSM
- 45 × 105,3 × 13,1 mm   pour 78 grammes
- Écran  96 × 68 pixels de 1,5 pouce et monochrome
- Batterie 720 mAh
- Appareil photo numérique : non
- Radio FM
- Lampe de poche
- Vibreur
- DAS : ? W/kg.